# Heimat 2 - Cronaca di una giovinezza
Heimat 2 - Cronaca di una giovinezza (Die zweite Heimat - Chronik einer Jugend) è un film tedesco del 1992 diretto da Edgar Reitz. È composto da 13 episodi, per una durata totale di 25 ore e 32 minuti. È la seconda parte della trilogia di Heimat. Racconta l'esperienza di studente a Monaco di Hermann Simon, negli anni che vanno dal 1960 al 1970.

## Episodi
1. L'epoca delle prime canzoni (Hermann, 1960)
2. Due occhi da straniero (Juan, 1960/61)
3. Gelosia e orgoglio (Evelyne, 1961)
4. La morte di Ansgar (Ansgar, 1961/62)
5. Il gioco con la libertà (Helga, 1962)
6. Noi figli di Kennedy (Alex, 1963)
7. I lupi di Natale (Clarissa, 1963)
8. Il matrimonio (Schnüsschen, 1964)
9. L'eterna figlia (La signora Cerphal, 1965)
10. La fine del futuro (Reinhard, 1966)
11. L'epoca del silenzio (Rob, 1967/68)
12. L'epoca delle molte parole (Stefan, 1968/69)
13. L'arte o la vita (Hermann e Clarissa, 1970)